# 가북초등학교
가북초등학교는 대한민국 경상남도 거창군 가북면 우혜리에 있는 공립 초등학교이다.

## 학교 연혁
- 1927년 10월 13일 가북공립보통학교 개교
- 1938년 4월 1일 가북제1공립심상소학교로 개칭
- 1941년 4월 1일 가북제1공립국민학교로 개칭
- 1945년 9월 24일 가북국민학교로 개칭
- 1981년 3월 9일 병설유치원 개원
- 1993년 2월 28일 어인분교장 병합
- 1994년 3월 1일 중촌분교장 병합
- 1996년 3월 1일 가북초등학교로 개칭
- 1997년 3월 1일 개금분교장, 용암분교장 병합
- 2019년 3월 1일 제31대 장재영 교장 부임
- 2019년 3월 1일 5학급 편성(유치원 1학급)
- 2020년 2월 13일 제89회 졸업식(총졸업생 3,416명)
- 2021년 2월 10일 제90회 졸업식(총졸업생 3,422명 )
- 2022년 9월 26일 가북초등학교 메타버스 개설(링크:https://zep.us/play/87e5RV)
- 2022년 2월 15일 제91회 졸업식(총졸업생 3,428명 )
- 2023년 1월 12일 제92회 졸업식(총졸업생 3,430명 )
- 2023년 9월 1일 제33대 정연승교장 부임

## 참고 자료
- 가북초등학교 - 한국교육학술정보원 학교알리미